# Manuel I. Komnen
Manuel I. Komnen (grško starogrško Μανουήλ Α' Κομνηνός [Manuél Α' Κοmnenós]) je bil bizantinski cesar, ki je vladal od leta 1143 do 1180, * 28. november 1118, Konstantinopel, Bizantinsko cesarstvo,  † 24. september 1180, Konstantinopel, Bizantinsko cesarstvo.
Vladal je v zelo kritičnem obdobju Bizantinskega cesarstva in je tako kot Justinijan I. poskušal ponovno osvojiti ozemlje nekdanjega Zahodnega rimskega cesarstva in obnoviti Rimski imperij. Zaradi številnih zmag in poguma v bitkah so ga po vzoru na pobóženega heroja Digenisa Akrita imenovali novi Akrit.

## Življenjepis

### Vzpon na prestol
Manuel je bil četrti sin cesarja Ivana II. Komnena in Irene Ogrske (Piroške Arpad) in je zato imel malo možnosti, da nasledi svojega očeta. Ko se je leta 1143 izkazal v vojnah proti Seldžukom, ga je oče izbral za svojega naslednika namesto favoriziranega starejšega brata Izaka Komnena. Po očetovi smrti 8. aprila 1143 ga je za bizantinskega cesarja priznala tudi bizantinska vojska

### Sodelovanje v drugi križarski vojni
Takoj po prevzemu oblasti je leta 1144 in 1146 sprožil dva velika vojna pohoda proti Seldžukom v Mali Aziji in Kilikiji. Kmalu zatem  je postal zaveznik Konrada III. Nemškega in Ludvika VII. Francoskega in dovolil njunima vojskama, da med drugim križarskim pohodom leta 1147 neovirano prečita bizantinsko ozemlje na Balkanu, čeprav so bili spomini na križarsko ropanje bizantinskih mest in podeželja med prvo križarsko vojno še dokaj sveži.
Odnosi s križarji so bili korektni do leta 1156, ko je novi antioški knez Rainald Châtillonski s pomočjo Armenije zaradi osebnih sporov z Manuelom napadel Ciper, ki je sicer vedno podpiral križarje. Manuel je pozimi leta 1158/1159 energično napadel Antiohijo in prisilil Rainalda, da se mu preda in ga prosi za milost. 12. aprila 1059 je bizantinska vojska zmagoslavno vstopila v Antiohijo. Naslednji mesec je Manuel na čelu krščanske vojske krenil proti Edesi, ko je sirski vladar Nur ad-Din (Zengi) osvobodil 6.000 krščanskih ujetnikov pa se je odločil za vrnitev v Konstantinopel.

### Spor z Rogerijem II. Sicilskim in invazija na Italijo
Leta 1147 je Rogerij II. napadel Krf in izropal Tebe in Korint. Istočasno so na Balkan vdrli Pečenegi, zato je Manuel leta 1149 obnovil zvezo s Konradom III. Nemškim, ki je s pomočjo beneške flote hitro porazil sicilske Normane. Manuel je ponovno osvojil Krf in se pripravljal na ofenzivo proti Normanom, vendar je moral priprave prekiniti, ker je Rogerij II. poslal floto 40 ladij Georga Antioškega na roparski pohod v okolico Konstantinopla. Manuel se je s Konradom dogovoril za skupen napad Normanov in delitev južne Italije, vendar je priprave prekinila nepričakovana Konradova smrt.
Februarja 1154 je umrl tudi Rogerij II.. Nasledil ga je Viljem I., proti kateremu so kmalu izbruhnili številni upori na Siciliji in v Apuliji. Številni begunci so se zatekli v Bizantinsko cesarstvo. Konradov naslednik Friderik Barbarosa ni obvladoval Normanov in Apeninski polotok je postal zelo nestabilen. Manuel je zato leta 1155 poslal  v Apulijo svoja generala Mihaela Paleologa in Ivana Dukasa s številno vojsko, desetimi ladjami in veliko količino zlata. Njegova generala sta s pomočjo nezadovoljnih  lokalnih fevdalcev dosegla nepričakovano hiter uspeh, ker se je Viljemu I. uprla cela južna Italija.

### Zavezništvo z Vatikanom
Meščani Barija, ki je bil pred prihodom Nornanov središče bizantinske oblasti v južni Italiji, so na stežaj odprli mestna vrata cesarski vojski in porušili normanski kastél. Po padcu Barija so eno za drugim padla mesta Trani, Giovinazzo, Andria, Taranto in Brindisi. Viljem in njegova vojska 2.000 vitezov je bila poražena.
Ohrabren s temi uspehi je Manuel začel upati, da bi lahko obnovil Rimski imperij, če bi mu le uspelo ponovno združiti obe Cerkvi. Rimskemu papežu je zato večkrat ponudil svoje zavezništvo, saj je bil to trenutek, ko je obstajala morda zadnja priložnost za spravo s papežem in združitev Cerkva. Papeški Rim ni bil nikoli v dobrih odnosih z Normani, razen v skrajni nuji in neposredni vojni nevarnosti, zato bi tudi njemu ustrezalo »civilizirano« Bizantinsko cesarstvo na jugu Italije namesto stalnih sporov s sicilskimi Normani. Papež Hadrijan IV. in Manuel I. sta zato hitro sklenila zavezništvo.
Ko je že vse kazalo na velik Manuelov dosežek, so se stvari zaostrile zaradi trdih stališč in obnašanja generala Mihaela Paleologa. Manuel je kljubovalnega generala odpoklical, a je bizantinska kampanja kljub temu zastala. Po porazu v bitki pri Brindisiju se je bizantinska vojna sreča obrnila, tako da se je morala vojska leta 1158 dokončno umakniti iz južne Italije.

### Neuspela združitev Cerkva
Munuel se je med vojnim pohodom, pa tudi kasneje, trudil, da bi zgladil nesoglasja med Cerkvama, vendar je naletel na nepremostljive težave. Papeži so zahtevali, da se njihova vrhovna oblast prizna tudi na Vzhodu in niso bili pripravljeni priznati Manuelove nadoblasti na Vzhodu in Zahodu. Pogajanja so se zato ustavila in združitev je postala sanje. Končni rezultat Manuelove italijanske kampanje je bil, da je glavno bizantinsko oporišče v Italiji postala mala Ancona, ki ga je edina priznavala za svojega suverena.

### Balkanska fronta
Odnosi s Srbi in Madžari so bili dobri do leta 1129, ko so se nepričakovano uprli srbski despoti. Srbi in Srbi iz Raške so leta 1149  na pobudo Rogerija II. Sicilskega vdrli na bizantinsko ozemlje, vendar jih je Manuel na vojnih pohodih leta 1150-1152 prisilil, da so na čelu s knezom Urošem II. pristali na vazalstvo. Za Srbi se je usmeril proti Madžarom in osvojil njihovo ozemlje ob Savi. Zaradi večje varnosti severne meje je razširil beograjsko trdnjavo in dozidal kastel v obliki deltoida. Aktivno je sodeloval v dinastičnih sporih velikih županov v Raški, v kateri je nazadnje postavil na oblast Tihomirja, po novih prevratih pa Štefana Nemanjo, ki je pristal na vazalstvo.
V vojnih pohodih na Ogrsko v letih 1151-1153 in 1163-1168 je Manuel prodrl globoko na ogrsko ozemlje in zaplenil bogat vojni plen. Leta 1167 je proti Madžarom poslal vojsko 15.000 mož pod poveljstvom Andronika Kontostefana, ki je v bitki pri Sirmiju premagala združeno ogrsko-hrvaško vojsko. Zmaga je Manuelu omogočila sklenitev zelo ugodnega miru z Ogrskim kraljestvom. Srem, Bosna in Dalmacija so po pogodbi ponovno postali del Bizantinskega cesarstva. Leta 1168 je bila v Manuelovih rokah skoraj cela vzhodna jadranska obala. Mirovna pogodba je vsebovala tudi dogovor o medsebojnemu sodelovanju med državama, zato je na bizantinski dvor prišel na šolanje ogrski prestolonaslednik Béla, mlajši brat ogrskega kralja Štefana III.. Manuel je Bélo preimenoval v Alekseja in ga zaročil s svojo hčerko Marijo in ga zaradi tega, ker takrat še ni imel sina, imenoval za svojega naslednika.

### Invazija na Egipt
Posedovanje Egipta je bilo desetletja sen križarskega Jeruzalemskega kraljestva. Kralj Amalrik I. je za njegovo osvojitev potreboval veliko vojaško in finančno pomoč, zato je leta 1165 poslal svoje odposlance na dvor cesarja Manuela, s katerim je bil v sorodu zaradi njegovega zakona  z  Marijo Antioško, sam pa je bil od leta 1167 poročen z Manuelovo nečakinjo Marijo Komneno. Uradna pogajanja so se končala leta 1168. Manuelu bi po osvojitvi Egipta pripadel njegov obalni del, Amalriku pa njegova notranjost. Jeseni 1169 je Manuel poslal Amalriku floto 20 velikih vojnih ladij, 150 galej in 60 tovornih ladij pod poveljstvom Andronika Kontostefana.

#### Polom
Združena Manuelova in Amalrikova vojska je 27. oktobra 1169 začela oblegati fatimidsko trdnjavo Damieto. Zaradi slabega sodelovanja in nesoglasij med bizantinsko in jeruzalemsko vojsko obleganje ni bilo uspešno. Ko se je začelo deževje, so se oblegovalci umaknili. Na poti domov se je v viharju potopila skoraj polovica bizantinskih ladij. Po polomu pred Damieto in Saladinovi osvojitvi Egipta je Manuel sam poskušal osvojiti Egipt s floto 150 ladij. Ker križarji niso hoteli sodelovati, je napad prekinil.

### Vojne s Seldžuki
Manuel je v letih 1158-1161 organiziral več vojnih pohodov proti seldžuškemu sultanatu Rum, ki so se končali z  zanj ugodnimi mirovnimi pogodbami. Seldžuki bi mu morali vrniti mesto Sivas, ko je postalo jasno, da ne nameravajo spoštovati dogovora, pa se je odločil, da z njimi dokončno obračuna. Zbral je vojsko 35.000 mož in krenil na seldžuško preskolnico Ikonijo (sedanja Konya, Turčija). Na pohodu je naredil resno taktično napako, ker pred glavnino ni poslal svojih izvidnikov. Njegova vojska je padla v zasedo in bila v bitki pri Miriokefalonu 17. septembra 1176 popolnoma uničena.

## Zapuščina
Manuel se je po porazu popolnoma spremenil. Po smrti leta 1180 ga je nasledil sin Aleksej II.. V Bizantinskem cesarstvu so kmalu zatem začele notranje borbe, ki so na koncu privedle do vmešavanja križarjev, osvojitve Konstantinopla v četrti križarski vojni leta 1204 in zloma cesarstva.